# Snecma-Turbomeca Larzac
Pour les articles homonymes, voir Larzac (homonymie).

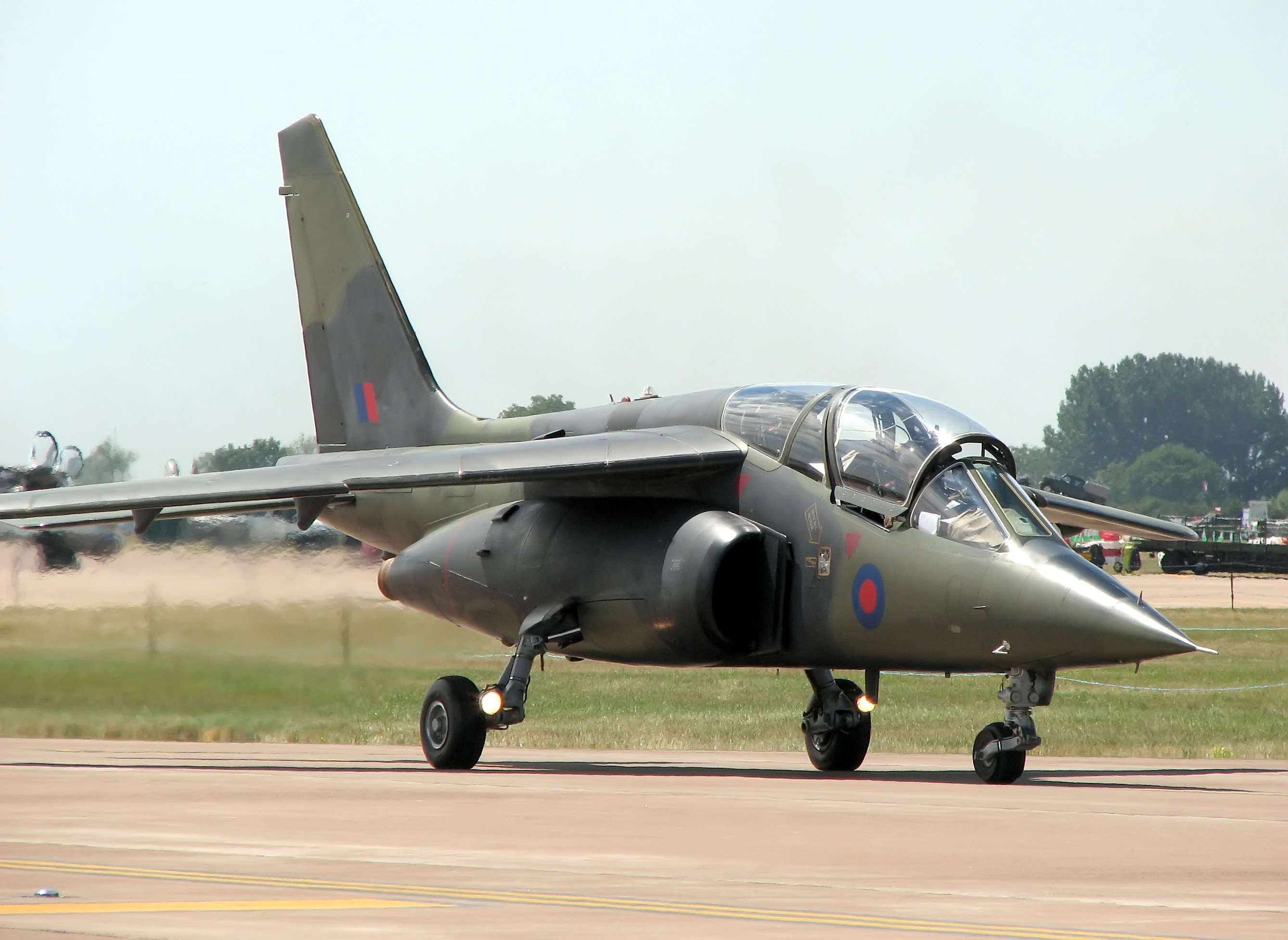
Un Alpha Jet allemand aux couleurs de la RAF

Le Larzac est un petit turboréacteur double corps double flux sans postcombustion. Il est fabriqué par le consortium GRTS composé de Snecma et Turbomeca. Il équipe divers appareils dont une majorité d'avions d'entraînement avancé ou d'appui léger tels que le Dassault/Dornier Alpha Jet, le HAL HJT-36 Sitara ou le MiG-AT.

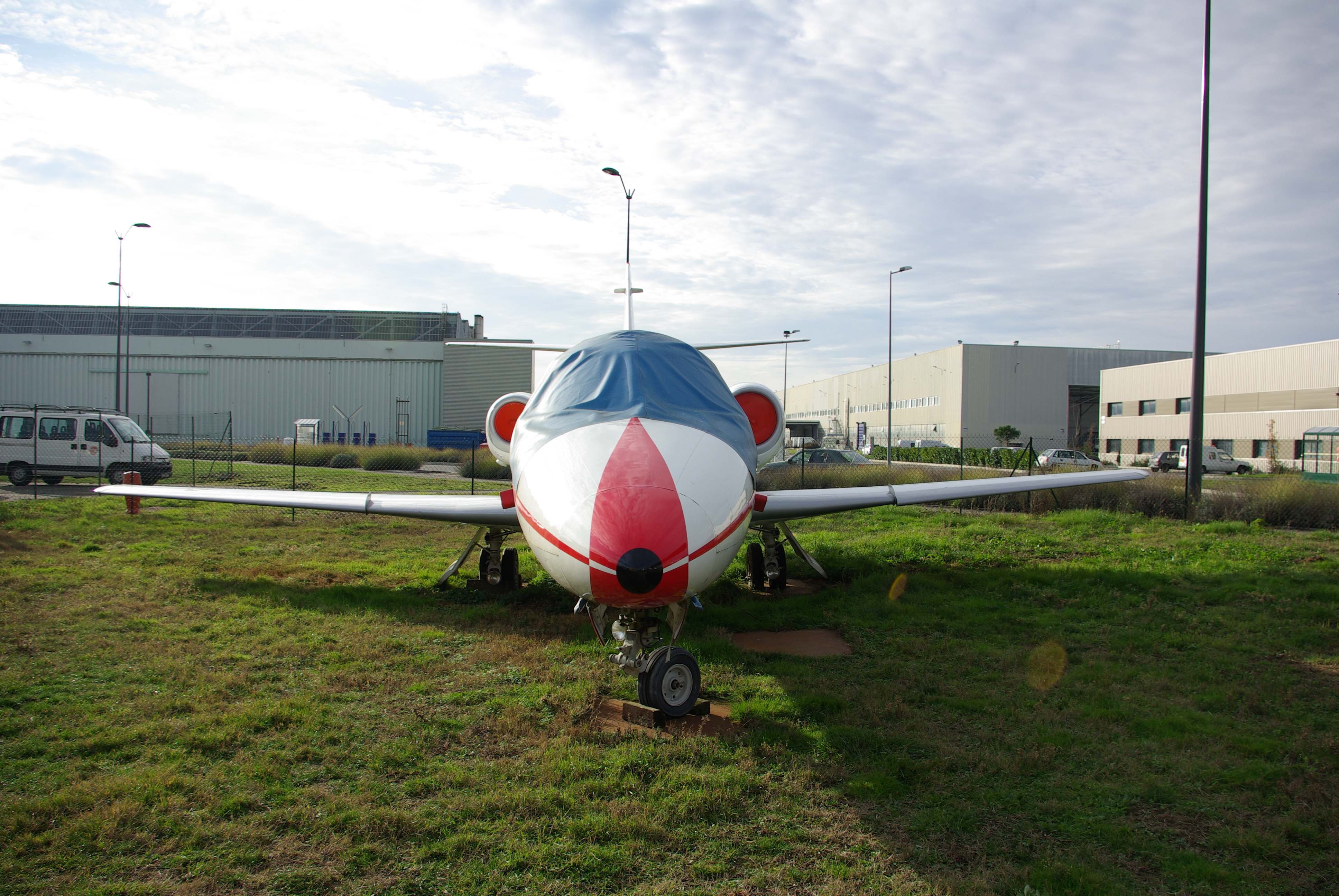
Le Falcon 10 utilisé comme banc d'essai volant avec un Larzac à gauche.

## Historique

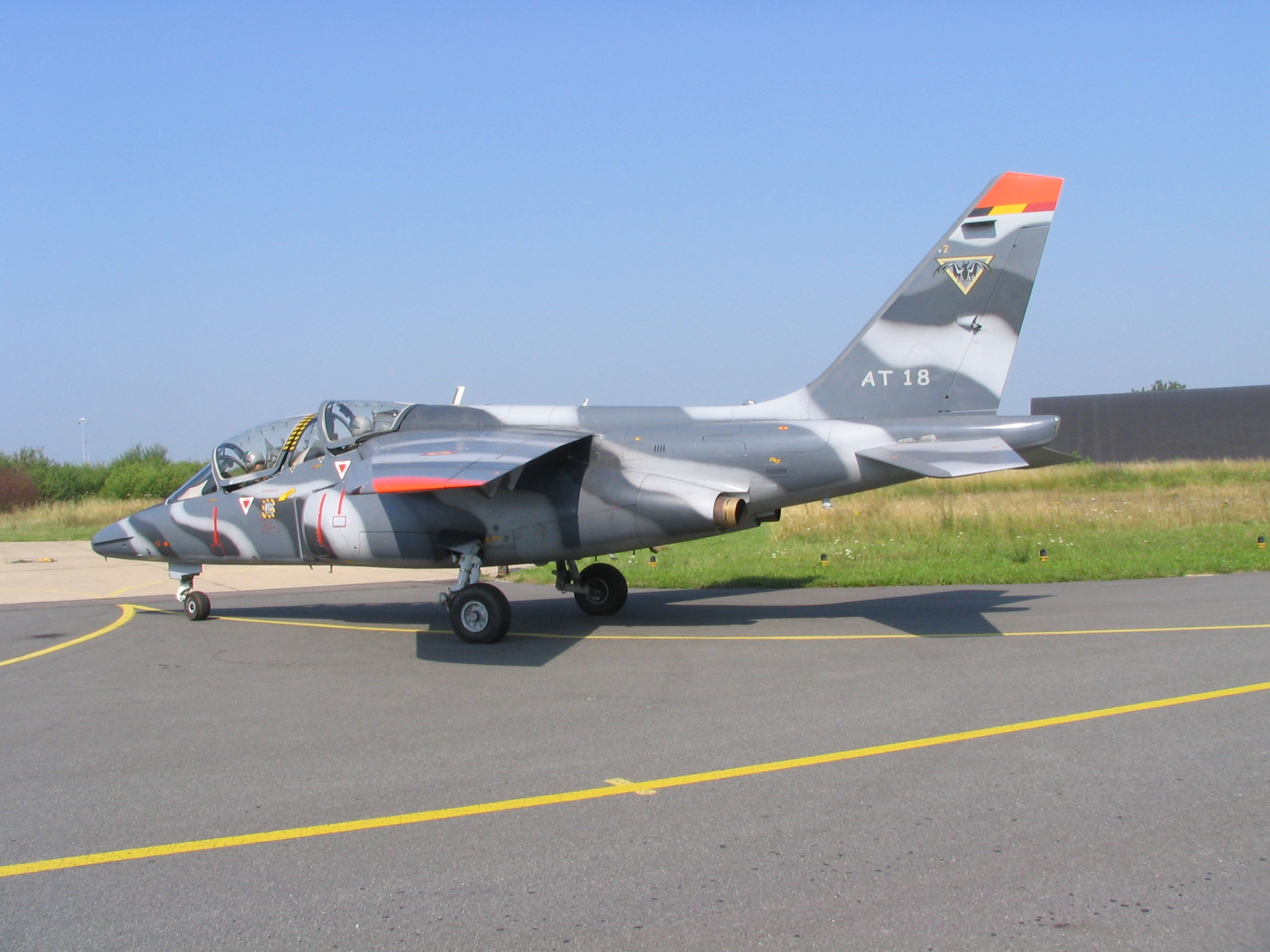
Un Alpha Jet belge

Le premier prototype du Larzac était un turboréacteur d'une tonne de poussée, destiné à équiper une large gamme d'appareils et visant principalement le marché civil. Il effectua ses premiers essais en mai 1969 ; ses premiers essais en vol eurent lieu en mars 1971, il était alors placé dans une nacelle attachée sous l'aile d'un Lockheed Constellation. Entre-temps, le marché ciblé changea visant maintenant celui des jets militaires d'entraînement, GRTS conçut à cet effet le Larzac 04. Une version civile, désignée Larzac 03, fut aussi développée visant notamment la motorisation du jet d'affaires Aérospatiale Corvette, mais le Pratt & Whitney JT15D fut préféré à celle-ci.
En février 1972, le Larzac 04 fut sélectionné pour motoriser le biréacteur d'entraînement franco-allemand Alpha Jet. Pour ce programme, le groupe GRTS constitué des deux entreprises françaises doit partager les tâches avec deux entreprises allemandes, MTU et KHD. Ainsi les différentes tâches, telles que la fabrication des prototypes et leurs tests, furent réparties entre les quatre compagnies. La production des réacteurs de série et leurs essais furent eux aussi repartis entre les deux pays.
Plus tard, quand la Belgique commanda des Alpha Jet, l'assemblage et les essais des réacteurs correspondants furent assurés par FN (devenu Techspace Aero en 1992 puis Safran Aero Boosters en 2016). Finalement, le partage des tâches s'établit ainsi : 29,4 % pour Turbomeca, 23 % pour Snecma, 22,6 % pour MTU, 22 % pour KHD et 4 % pour FN. Aujourd'hui, le seul constructeur du Larzac est la filiale de Safran : Turbomeca-Snecma.

## Description
Le Larzac est un turboréacteur double corps double flux dépourvu de postcombustion. Il est de conception modulaire, comme une majorité des réacteurs construits par Snecma, permettant ainsi un entretien plus facile. Ces différents modules sont :
Entrée d'air
Il s'agit d'un simple canal en aluminium dépourvu d'ailettes de guidage du flux.
Compresseur basse pression
Le compresseur est composé de deux étages. Son taux de dilution est de 1,13 sur la version 04-C6 et de 1,04 sur la 04-C20.; son flux d'air est 28,1 kg/s sur la 04-C6 et 28,6 kg/s sur la 04-C20.
Compresseur haute pression
Ce compresseur est composé de quatre étages. La pression en sortie est de 10,5 sur la 04-C6 et 11,1, sur la 04-C20.
Chambre de combustion
La chambre est de type annulaire. La température en entrée de turbine est de 1 130 °C pour la version 04-C6 et de 1 160 °C pour la 04-C20.
Turbine haute pression
Elle n'est composée que d'un étage et est reliée par un arbre au compresseur haute pression.
Turbine basse pression
Elle n'est composée que d'un étage et entraîne grâce à un arbre le compresseur basse pression.
Canal d'éjection des gaz
Il canalise les flux d'air provenant des turbines (flux principal) et du compresseur basse pression (flux secondaire), mais n'est pas doté de mélangeur.
Système de contrôle
Il est de type hydro-mécanique et est assisté d'un ordinateur.
Boîte à accessoire
Elle est composée de différents équipements dont une boîte de vitesses pour redistribuer l'énergie, de carters d'huile...

## Versions

### Larzac 03
Projet de réacteur visant à propulser des jets d'affaires dont l'Aérospatiale Corvette, cependant il ne fut jamais produit.

### Larzac 04-C6
Le Larzac 04-C6 est le réacteur de base des Alpha Jet. Il commença ses essais sur banc en mai 1972, puis en nacelle sous un Lockheed Constellation en mars 1973 et sur Falcon 10 à partir de juillet 1973. Le premier vol de l'Alpha Jet eut lieu le 26 octobre 1973 et le moteur fut certifié en mai 1975. Une licence fut accordée à Teledyne CAE (aujourd'hui TCM Turbine Engines) aux États-Unis pour produire le Larzac sous le nom Model 490-04, mais faute de clients aucun ne fut construit.

### Larzac 04-C20
Le Larzac 04C-20 est une version plus puissante dotée d'un flux d'air et d'une température en entrée de turbine accrus. Les premiers essais eurent lieu en mars 1982 et les premiers essais en vol en décembre de la même année. Un petit nombre de réacteurs furent produits jusqu'en décembre 1984, afin de rééquiper les Alpha Jet de la Luftwaffe et les prototypes des versions suivantes.

### Larzac 04-H20

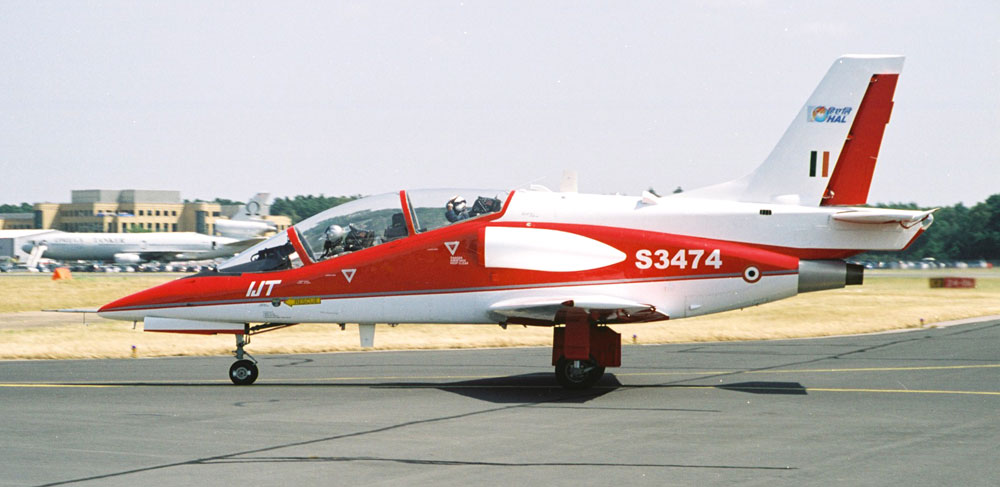
Le HAL HJT-36 indien

Le Larzac 04-H20 est une version dérivée du 04-C20. Celui-ci est destiné à propulser l'avion d'entraînement monoréacteur indien HAL HJT-36 Sitara. Le premier des deux prototypes, équipé de son turboréacteur Larzac, a commencé ses essais en vol le 31 mars 2003. Cependant, en avril 2004, il a été rapporté que les appareils de série seront équipés de réacteurs russes Lyul'ka Saturn AL-55I moins chers mais impliquant un retard dans le développement de l'appareil.

### Larzac 04-R20

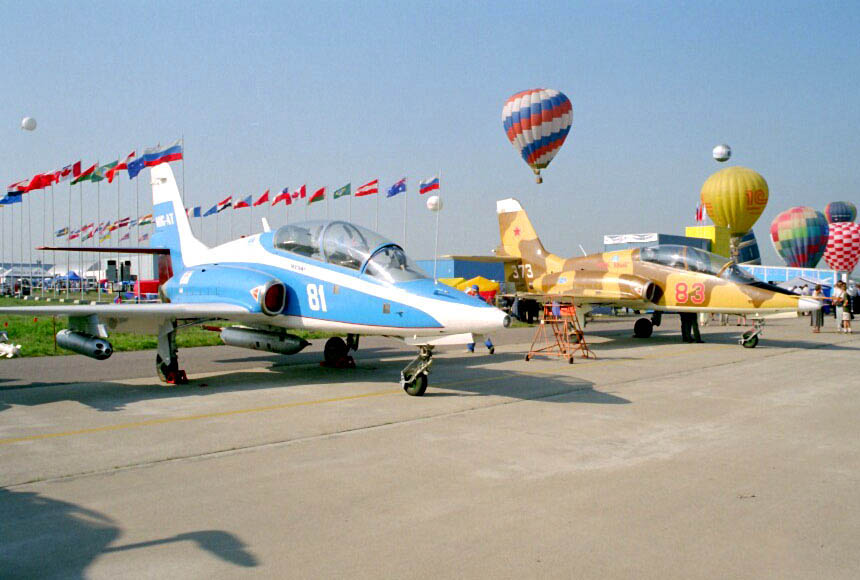
Les Mig-AT 81 et 83

La version 04-R20 du Larzac est dérivée du 04-C20. Elle est destinée à propulser le biréacteur d'entraînement avancé russe MiG-AT qui effectua son premier vol en mars 1996. Une commande de cinq réacteurs visant à équiper les deux prototypes fut suivi de dix autres. Ces commandes furent suivies à la fin 1997 d'une autre portant sur vingt moteurs. Il fut aussi prévu que le Larzac 04-R20 soit produit sous licence par Chernyshov. Cependant l'industrie russe se mit à développer son propre moteur, le TMKB Soyouz RD-1700, pour cet appareil. Malgré tout, il semble que le contrat n'ait pas été remis en cause par le rejet de l'appareil par l'aviation russe et en avril 2004, il est annoncé que RSK-MiG était sur le point de signer avec l'Algérie un contrat d’un milliard de dollars américains portant sur l'acquisition de 80 appareils ; cependant un rapport ultérieur annonça qu'ils seraient équipés de moteurs russes RD-1700, moins chers.

### Larzac 04-U3
Projet de réacteur développé conjointement par GRTS et la firme russe Klimov visant à fournir un réacteur plus puissant pour motoriser le MiG-AT.

### Larzac 04-V3
Projet de réacteur visant à propulser l'avion polonais PZL-Mielec M-95 Iryda. Projet annulé en 1997.

### Comparatif des versions
| Larzac                    | 04-C6       | 04-C20      | 04-H20      | 04-R20      | 04-U3    | 04-V3    |          |
| ------------------------- | ----------- | ----------- | ----------- | ----------- | -------- | -------- | -------- |
| Longueur                  | 1 179 mm    | 1 187 mm    | 1 187 mm    | 1 187 mm    | 1 187 mm | 1 187 mm | 1 187 mm |
| Diamètre maxi             | 602 mm      | 602 mm      | 602 mm      | 602 mm      | 602 mm   | 602 mm   | 602 mm   |
| Diamètre d'entrée         | 452 mm      | 452 mm      | 452 mm      | 452 mm      | 452 mm   | 452 mm   | 452 mm   |
| Masse                     | 295 kg      | 302 kg      | 302 kg      | 302 kg      | 302 kg   | 302 kg   | 302 kg   |
| Poussée                   | 13,19 kN    | 14,12 kN    | 14,03 kN    | 14,42 kN    | 16,65 kN | 14,12 kN |          |
| Consommation de carburant | 20,67 mg/Ns | 21,52 mg/Ns | 21,52 mg/Ns | 21,52 mg/Ns | nc       | nc       |          |

## État de la production
Les Larzac 04-C6 et 04-C20 ont été produits jusqu'en 1988, soit un total de 1 264 moteurs[réf. nécessaire]. Ils sont ou ont été utilisés par 13 armées de l'air et gouvernements :
- Allemagne
- Belgique
- Cameroun
- Côte d'Ivoire
- Égypte
- Émirats arabes unis
- France
- Maroc
- Nigeria
- Portugal
- Qatar
- Thaïlande
- Togo

... et par des opérateurs privés utilisant des Alpha Jet :
- Canada : Top Aces (16 Alpha Jet A)
- Royaume-Uni : QinetiQ (12 Alpha Jet A)
- Royaume-Uni : Flying Bulls (3 Alpha Jet A)

À la fin 1996, le temps d'utilisation cumulé des réacteurs atteignait 2 300 000 h, au début 2007, il atteignait 3 170 000 h de vol. A cette date , 910 turboréacteurs étaient encore en service. L'armée de l'air française a retiré ses Alphajet de formation en 2023 mais conserve ceux destiné à la Patrouille de France et aux rôles de plastron. Ils seront retirés au maximum en 2035

### Sources
- Jane's
- Fiche du Larzac sur le site de la Snecma